# Arany kékfarkú
Az arany  kékfarkú (Tarsiger chrysaeus), a madarak osztályának a verébalakúak (Passeriformes) rendjéhez és a  légykapófélék (Muscicapidae) családjához tartozó faj.
A magyar név forrással nincs megerősítve.

## Rendszerezése
A fajt Louis Pierre Vieillot francia ornitológus írta le 1817-ben, a Sylvia nembe Sylvia indica néven.

## Alfajai
- Tarsiger chrysaeus whistleri (Ticehurst, 1922) - a Himalája északnyugati része
- Tarsiger chrysaeus chrysaeus (Hodgson, 1845) - a Himalája középső és keleti része, Közép-Kína és Mianmar északi része [2]

## Előfordulása
Ázsiában, Bhután, Kína India, Mianmar, Nepál, Pakisztán, Thaiföld és Vietnám területén honos. Természetes élőhelyei a szubtrópusi és trópusi hegyi esőerdők és magaslati cserjések, sziklás környezetben, valamint szántóföldek és legelők. Vonuló faj.

## Megjelenése
Testhossza 14–15 centiméter, testtömeg 12–15 gramm.
|  |  |

## Életmódja
Gerinctelenekkel, főleg rovarokkal táplálkozik.

## Természetvédelmi helyzete
Az elterjedési területe nagyon nagy, egyedszáma pedig stabil. A Természetvédelmi Világszövetség Vörös listáján nem fenyegetett fajként szerepel.